# Adolf Kleimann
Adolf Kleimann (* 1825; † 1911) war Gärtnereibesitzer, Stadtrat und Ehrenbürger der Stadt Münster. 
Kleimann war langjährig unter anderem als Stadtrat und in weiteren Ehrenämtern für die Stadt Münster tätig. Nach von Kleimann um 1900 entworfenen Plänen  gestaltete die Stadt Münster den Servatiiplatz, die Kreuzschanze und den Aegidiiplatz neu bzw. legte diese neu an. Auch die Planung und Ausführung der Umgestaltung der Aegidiischanze lag in seinen Händen.

## Ehrungen
1905 erhielt Kleimann für sein Engagement zur Verschönerung der gesamten Promenade die Ehrenbürgerschaft der Stadt.
Später wurde eine Brücke über den Dortmund-Ems-Kanal in Coerde nach ihm benannt, die Kleimannbrücke, sowie die nördlich der Kreuzschanze gelegene Kleimannstraße.